# Gjon's Tears
Gjon's Tears, pseudonimo di Gjon Muharremaj (Saanen, 29 giugno 1998), è un cantante e compositore svizzero con origini albanesi e kosovare.
Avrebbe dovuto rappresentare la Svizzera all'Eurovision Song Contest 2020 con il brano Répondez-moi, ma in seguito all'annullamento dell'evento a causa della pandemia di COVID-19, è stato riconfermato come rappresentante nazionale per l'edizione del 2021, dove ha cantato Tout l'univers.

## Biografia
Cresciuto dal 2000 a Broc nel cantone di Friburgo da madre albanese e padre kosovaro, ha assunto il suo nome d'arte dopo aver commosso suo nonno interpretando una canzone di Elvis Presley. Si è fatto conoscere al grande pubblico nel 2011 partecipando alla prima edizione di Albania's Got Talent, dove è riuscito ad arrivare fino alle fasi finali del programma. L'anno successivo ha partecipato alla versione svizzera del programma, dove è riuscito a raggiungere le semifinali prima di essere eliminato.
Nel 2019 Gjon's Tears ha partecipato all'ottava edizione di The Voice: la plus belle voix, la versione francese del talent. Nelle blind audition si è esibito con Christine di Christine and the Queens, ottenendo il consenso di tutti i giudici ed entrando a far parte del team di Mika. Dopo aver superato i duelli ha acceduto ai live, arrivando fino alle semifinali prima di essere eliminato. Nello stesso anno ha pubblicato il suo singolo di debutto Babi.
Il 4 marzo 2020 è stato confermato che l'ente radiotelevisivo svizzero SRG SSR l'ha selezionato internamente come rappresentante nazionale per l'Eurovision Song Contest 2020 a Rotterdam, nei Paesi Bassi con il brano Répondez-moi. Nonostante l'annullamento dell'evento due mesi prima a causa della pandemia di COVID-19, il cantante è stato riconfermato come rappresentante svizzero per l'edizione del 2021. Il suo nuovo brano eurovisivo, Tout l'univers, è stato presentato a marzo 2021. Nel maggio successivo, dopo essersi qualificato dalla seconda semifinale, Gjon's Tears si è esibito nella finale eurovisiva a Rotterdam, dove si è piazzato al 3º posto su 26 partecipanti con 432 punti totalizzati, regalando alla Svizzera il suo primo podio dall'edizione del 1993.

## Discografia

### Album in studio
- 2023 – The Game

### Singoli
- 2018 – Babi
- 2018 – Back in Light
- 2020 – Répondez-moi
- 2021 – Tout l'univers
- 2022 – Silhouette
- 2022 – Pure
- 2023 – Midnight in Paris
- 2023 – Disco
- 2023 – Cancer (con Ibrahim Maalouf)
- 2025 – Balloons (con Bart Derylo e Szymon Justyński)
- 2025 – Oret e fundit (con Adelina Thaqi)
- 2025 – Set Me Free

## Riconoscimenti
- MTV Europe Music Awards
  - 2021 – Miglior artista svizzero[9]
  - 2023 – Miglior artista svizzero[10]